# Долгое (Елецкий район)
До́лгое – село Волчанского сельсовета Елецкого района Липецкой области.

## Название
Название — по долгой (длинной) поляне.

## История
Возникло, видимо, в конце XVI в.Платежные книги с дозорных книг Елецкого уезда 1614/15г.упоминается так -село Никитцкое ,что была деревня Долгая Поляна Л.256.номер1473.За Гаврилом Гавриловым сыном Савина в том же селе Никитцком на ево жеребей пашни паханые две чети с осминой . В документах 1620 г. упоминается «село Никитскoe, что была деревня Долгая Поляна», а в документах 1676 г. отмечается с. Долгое, в котором были церковь Великомученика Никиты и приход 90 дворов.

## Население
По данным всероссийской переписи за 2010 год население села составляет 81 человек.

## Известные люди
Гайтерова Анна Андреевна (1924 – 1941) 